# Bogdănești (okręg Jassy)
Bogdănești – wieś w Rumunii, w okręgu Jassy, w gminie Horlești. W 2011 roku liczyła 765 mieszkańców.